# Hubert Samyn
Pour les articles homonymes, voir Samyn.
Hubert Samyn, connu aussi comme Omer Samyn, né le 27 juillet 1889 à Armentières dans le département du Nord et mort le 10 juillet 1972 à Gien dans le département du Loiret, est un coureur cycliste belge, professionnel de 1913 à 1916, puis constructeur de vélo et de moto.

## Biographie
Hubert Samyn est  le fils de Jean Baptiste Samyn (de Zonnebeke) et de Marie Louise Odent (de Wijtschate), né à Armentières de parents belges qui travaillent dans secteur de la mécanique. Il décline la nationalité Française en 1911. Son frère Camille est également coureur cycliste.
En 1911, il court très souvent dans la plupart des courses cyclistes qui font partie intégrante des kermesses dans les Flandres belges ou françaises. Il est rapidement à la tète d'un beau bagage de victoires et se décide à prendre la chose au sérieux et, comme amateur, il accumule, en 1912, 21 premiers prix. À ce moment, Jean-Baptiste Louvet qui est dans le Nord, jette son dévolu sur Omer Samyn et le décide à tenter sa chance parmi les professionnels. Omer devient « louveteau ».
Il prend le départ du Tour de France 1913 comme isolé,. Il fait une chute  dans les Pyrénées, il met  en œuvre toutes ses qualités de mécanicien et repart après avoir perdu trois heures à remettre son vélo en état. Une fois ses chances personnelles compromises, il s'applique à ce que son camarade d'écurie Bertarelli prenne sa succession, au poste de leader. Samyn arrive hors-délais à Longwy (13e étape) et est éliminé.
La presse de l'époque lui donne l'appellation de « Flandrien français » ; il court le plus souvent dans le Nord car il continue à s'occuper de son magasin de cycles. Lors du premier Tour des Flandres en 1913, il est le seul concurrent à ne pas être né en Belgique. Il court Paris-Roubaix 1913 et finit 48e.
Il a une licence professionnelle en 1913 à l'U.V.F. et une licence belge d'indépendant en 1914. Il arrive 4edu Circuit de l'Eure en 1915 mais il n'a droit à aucun prix, ayant eu une licence Professionnelle auparavant.
Vers 1920, il lui reprend l’idée de courir. En douce, il se fait délivrer une licence d'amateur et recommence à cueillir quelques lauriers. Mais le pot-aux-roses est assez rapidement dévoilé et l'U.V.F.  le classe immédiatement professionnel. Samyn ne se sent plus de taille à lutter à, armes égales avec les « géants de la route » ; et, il raccroche, décidé à tenter sa chance dans le commerce du cycle. Il devient parisien. Il s'associe avec l'italo-franco-suisse E. Baggi,, et construisent des bicyclettes commercialisées sous la marque Baggi-Samyn,.

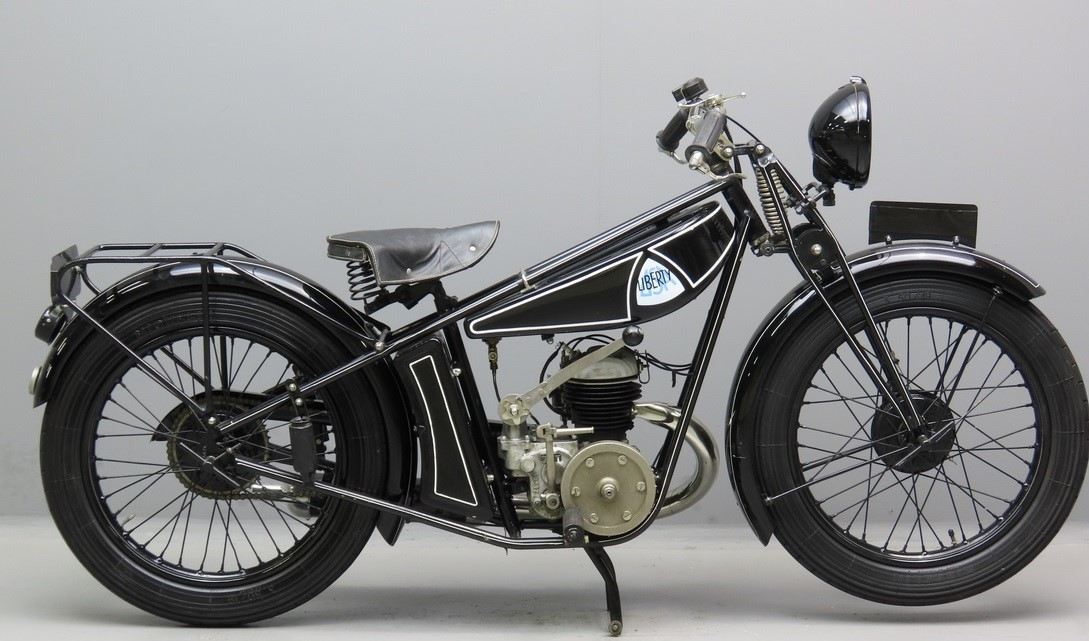
OSA Liberty Model C3 246 cm3 - mono cylindre 2 temps - 1930

Après la première guerre mondiale, les frères Samyn sont ferrailleurs et, comme Louis Willème, achètent au surplus des camions Liberty. Ils créent une usine à Argenteuil. pour reconditionner et d'adapter les camions américains à un usage civil dans la France d'après-guerre. Ils fabriquent aussi des pièces de rechanges.
En 1920, Hubert Samyn préside le Club sportif international jusqu'en 1925.
En 1922, il forme l'équipe cycliste Baggi-Samyn qui s'inscrit pour Paris-Roubaix en catégorie amateur dont il prend aussi le départ.
En 1927, la demande pour les activités de reconditionnement diminue et l'entreprise décide de s'orienter vers la production de motos sous la marque OSA-Liberty (nl) dans l'usine d'Argenteuil,,. Elle est aussi concessionnaires des automobiles Rosengart.
Après la seconde guerre mondiale, Les frères Samyn rachètent au surplus tous les camions américains Diamond T.

## Palmarès
- 1911
  - Dunkerque-Lille-Dunkerque[18]
- 1915
  - Paris-Dourdan[19]
  - Paris-Fontainebleau et retour[20],[21]
  - Circuit de Saint-Cyr[22]
  - 2e de Paris-Milly[23]
- 1916
  - Paris-Trouville[24]
  - 2e à Paris-Orléans

## Résultats sur le Tour de France
1 participation
- 1913 : abandon à la 13e étape[25].